# Музей журналистики и новостей
Музей журналистики и новостей (англ. Newseum) — музей, расположенный в Вашингтоне, на Пенсильвания-авеню.
Изначально открылся 18 апреля 1997 в округе Арлингтон (штат Виргиния) и работал бесплатно. 3 мая 2002 здание музея в Виргинии было закрыто, и началось строительство нового — уже в столице. Новое здание, стоимостью 450 миллионов долларов, открылось для посетителей 11 апреля 2008 года. Отныне вход в музей стал платным (на момент открытия — 20 долларов).
На фасаде здания музея высечены 45 слов — текст первой поправки к Конституции США, гарантирующей право на свободу слова.
Здание состоит из 7 этажей, на которых расположены 14 галерей, 15 кинозалов и две вещательные студии. Общая площадь экспозиций — 75 тысяч квадратных метров.
В музее представлена хронология развития важнейших средств массовой информации — радио, телевидения, фотографии, интернета. В галерее международных новостей можно сравнить уровни свободы прессы в различных странах мира.
Одна из основных особенностей музея — его интерактивность: посетители могут попробовать себя в качестве репортёра или редактора новостей.
Обелиск, на котором высечено порядка 2291 имён журналистов, погибших при исполнении профессионального долга, напоминает о той высокой цене, которую приходится платить за свободу слова.

## Отзывы
В период работы музея в штате Вирджиния он подвергался критике за свое местоположение — главным образом, за удалённость от столицы и крупных городов. Так, журналист и историк Томас Франк в книге 2000 года «One Market Under God» писал, что «может быть, Арлингтон — это то место, куда журналистика пришла, чтобы умереть», а «хорошо одетые старшеклассники из богатых пригородов Вирджинии могут поиграть в телеведущих на её могиле».